# Edme Mariotte
Edme Mariotte (Digione, 1620 – Parigi, 12 maggio 1684) è stato un fisico e presbitero francese.

## Biografia
Mariotte può essere considerato uno dei fondatori della fisica sperimentale in Francia. Fu fra i membri fondatori dell'Académie Royale des Sciences di Parigi. Si occupò essenzialmente di meccanica (fu tra l'altro l'inventore del cosiddetto pendolo di Newton) e delle proprietà elastiche dei gas. A lui si deve infatti la legge sulla compressibilità dei gas scoperta indipendentemente da Robert Boyle (1627-1691). Fece inoltre importanti esperienze sulla resistenza dell'aria, sulla barometria, sull'idrodinamica e sul congelamento dell'acqua.
Inoltre, studiando l'occhio, scoprì nel 1668 l'esistenza del cosiddetto punto cieco, cioè il punto non sensibile alla luce, che corrisponde alla testa del nervo ottico dove confluiscono le fibre nervose della retina (una persona che fissa un oggetto con un solo occhio ha un cono di cecità, detto perciò "punto cieco").

## Legge di Boyle-Mariotte
La legge sulla compressibilità dei gas, chiamata legge di Boyle e Mariotte, si può esprimere con la seguente formula:
{\displaystyle PV=k}
dove P è la pressione e V il volume di un gas, di massa e temperatura costante: comprimendo un gas (di massa e temperatura costante) la pressione aumenta in maniera direttamente proporzionale alla diminuzione del volume del gas stesso (o, che è lo stesso, in maniera inversamente proporzionale al volume). 

## Opere

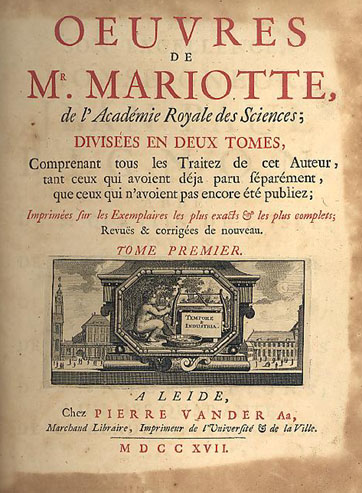
Œuvres de M. Mariotte (1717)

- Nouvelle découverte touchant la vue (1668)
- Traité du nivellement, avec la description de quelques niveaux nouvellement inventez (1672)
- Traité de la percussion ou choc des corps, dans lequel les principales règles du mouvement, contraires à celles que Mr. Descartes et quelques autres modernes ont voulu établir, sont démontrées par leurs véritables causes (1673)
- Lettres écrites par MM. Mariotte, Pecquet, et Perrault, sur le sujet "d'une nouvelle découverte touchant la veüe faite par M. Mariotte"  (1676)
- Essai de logique, contenant les principes des sciences et la manière de s'en servir pour faire de bons raisonnemens (1678).
- Essais de physique, ou Mémoires pour servir à la science des choses naturelles (1679-1681)

Edizioni postume
- Traité du mouvement des eaux et des autres corps fluides, divisé en V parties, par feu M. Mariotte, mis en lumière par les soins de M. de La Hire (1686)
- Œuvres de Mariotte (2 volumi, 1717).
- (FR) [Opere], Den Haag, Jean Neaulme, 1740.
- Discours de la nature de l'air, de la végétation des plantes. Nouvelle découverte touchant la vue, Gauthier-Villars, Paris, 1923.

Edizioni moderne
- Essai de logique. Suivi de: Les principes du devoir et des connaissances humaines attribué à Roberval, Parigi, Fayard, 1992.